# Kota Watanabe
Kota Watanabe (født 18. oktober 1998) er en japansk fodboldspiller, som spiller for den japanske fodboldklub Tokyo Verdy.